# 陸軍刑法
陸軍刑法（りくぐんけいほう、旧字体：陸軍𠛬法）は、廃止された日本の法令。1881年（明治14年）に制定された陸軍刑法（明治14年太政官布告第69号）と、それを1908年（明治41年）に廃止して制定された陸軍刑法（明治41年4月10日法律第46号）がある。
陸軍刑法（明治41年法律第46号）は、1947年（昭和22年）に「ポツダム宣言の受諾に伴い発する命令に関する件に基く陸軍刑法を廃止する等の政令」（昭和22年5月17日政令第52号）により廃止された。
また廃止にともない、その余の関係法令97件も、多くは消滅または失効、廃止となった。

## 概要
陸軍刑法は、大日本帝国時代に大日本帝国陸軍の軍人を主な対象に施行された軍法の一つである。
まず、1881年（明治14年）に太政官布告の形式で陸軍刑法（明治14年太政官布告第69号）が制定され、1907年（明治40年）に刑事実体法の一般法である刑法（明治40年法律第45号）が制定されたことを受けて、翌1908年（明治41年）に太政官布告の陸軍刑法を廃止してあらたに法律の形式で陸軍刑法（明治41年法律第46号）が制定された。
陸軍刑法（明治41年法律第46号）は、1888年12月19日に改正公布（利敵行為・機密漏洩など処罰強化）、1908年4月10日改正公布10月1日施行、1942年（昭和17年）に一部改正され（昭和17年法律第35号）、1947年（昭和22年）に廃止（昭和22年5月17日政令第52号）された。

## 構成
- 第一編 総則
- 第二編 罪
  - 第一章 叛乱ノ罪
  - 第二章 擅権ノ罪
  - 第三章 辱職ノ罪
  - 第四章 抗命ノ罪
  - 第五章 暴行脅迫ノ罪
  - 第六章 侮辱ノ罪
  - 第七章 逃亡ノ罪
  - 第八章 軍用物損壊ノ罪
  - 第九章 掠奪ノ罪
  - 第十章 俘虜ニ関スル罪
  - 第十一章 違令ノ罪